# Adapa
Adapa är i den mesopotamiska mytologin en gestalt som skapats av Ea. Han tjänade Ea som fiskare. I likhet med Gilgamesh så förlorade han chansen till evig ungdom och evigt liv för sig och sina barn då han inte äter den föda som skulle gett honom detta.